# Кім Йон Мі
Кім Йон Мі (кор. 김영미) на прізвисько Млинець (Pancake) — південнокорейська керлінгістка, олімпійська медалістка.

## Кар'єра
Срібну олімпійську медаль Кім виборола на Пхьончханській олімпіаді 2018 року в складі  команди Кім Ин Джон, в якій грала ліда (першою). Вона старша сестра Кім Кьон Е.